# Surdulica
Surdulica (in serbo Сурдулица?) è una città e una municipalità del distretto di Pčinja nella parte meridionale della Serbia centrale, al confine con la Bulgaria.